# Atef Bseiso
Atef Bseiso (en àrab: عاطف بسيسو) (Gaza, 23 d'agost de 1948 – París, 8 de juny de 1992) fou un polític palestí, que exercí d'agent d'enllaç de l'Organització per a l'Alliberament de Palestina (OAP) amb agències d'intel·ligència estrangera. Fou assassinat a París l'any 1992 sense cap raó en concret. Una de les hipòtesis planteja que fou víctima de l'Operació Ira de Déu degut al seu paper actiu a la massacre de Múnic de 1972. Altres plantegen que fou una operació israeliana apuntant a desestabilitzar les relacions de l'OAP amb les agències d'intel·ligència occidental. L'OAP negà que Bseiso tingués qualsevol connexió amb l'operació de Múnic.
En els seus temps, la seva mort fou percebuda com un perjudici dels intents de l'OAP per a enfortir el seu crèdit per a compartir informació d'intel·ligència amb països occidentals en les operacions armades hostils als interessos occidentals. Diversos assassinats d'oficials d'intel·ligència de l'OAP foren interpretats com a desig de l'organització per a descoratjar els seus membres de desenvolupar col·laboracions amb agències d'intel·ligència occidental.